# Cramans
Cramans est une commune française située dans le département du Jura, dans la région culturelle et historique de Franche-Comté et la région administrative Bourgogne-Franche-Comté.
Ses habitants se nomment les Cramantiers et Cramantières.

## Géographie
La commune est située dans la plaine du Val d'Amour, sur la rive gauche de la Loue qui marque la limite naturelle avec le département voisin du Doubs.

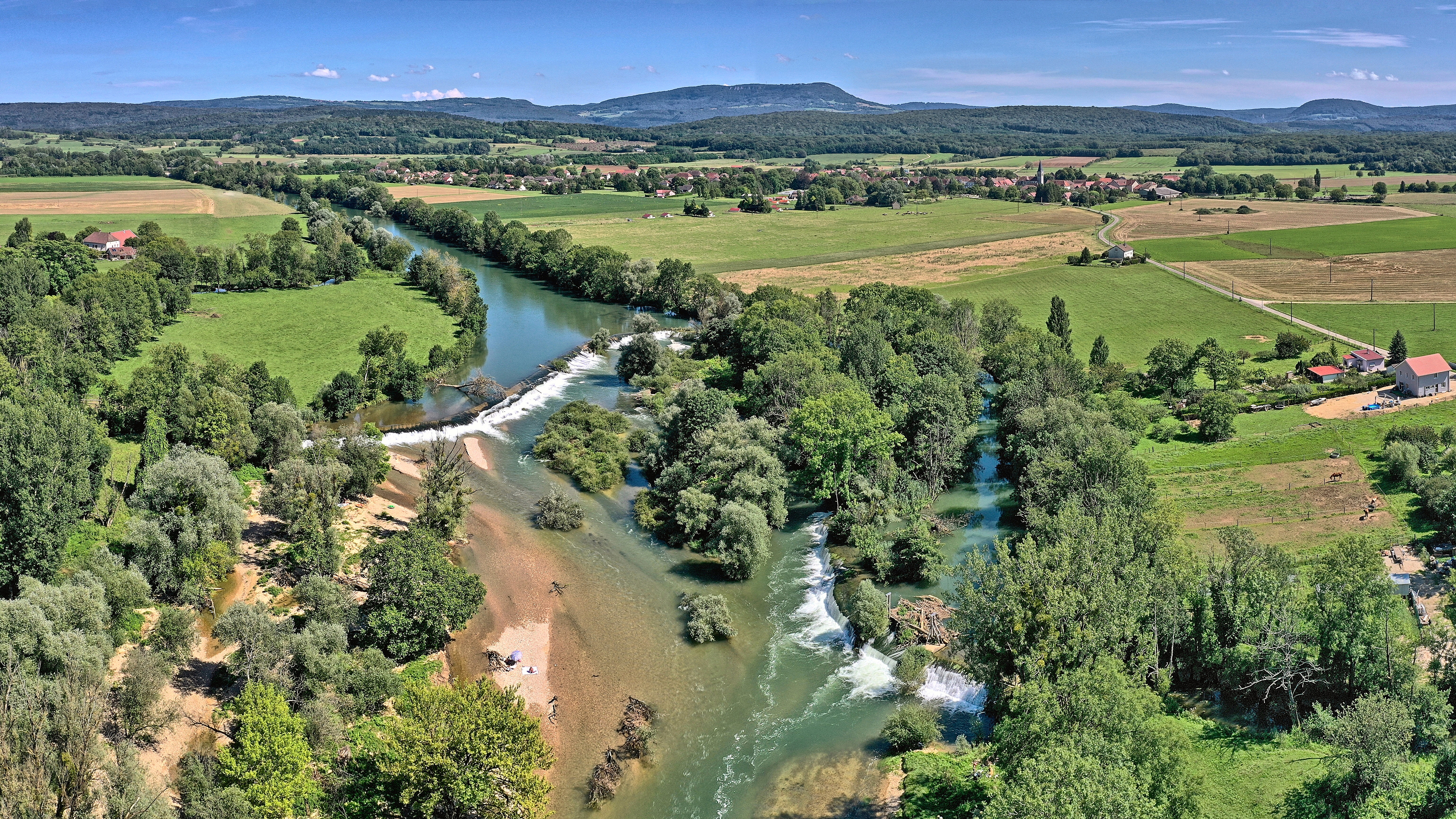
Le village vu depuis les barrages sur la Loue.

### Climat
Pour des articles plus généraux, voir Climat de la Bourgogne-Franche-Comté et Climat du département du Jura.
En 2010, le climat de la commune est de type climat de montagne, selon une étude du Centre national de la recherche scientifique s'appuyant sur une série de données couvrant la période 1971-2000. En 2020, Météo-France publie une typologie des climats de la France métropolitaine dans laquelle la commune est exposée à un climat semi-continental et est dans la région climatique  Jura, caractérisée par une forte pluviométrie en toutes saisons (1 000 à 1 500 mm/an), des hivers rigoureux et un ensoleillement médiocre. 
Pour la période 1971-2000, la température annuelle moyenne est de 10,8 °C, avec une amplitude thermique annuelle de 17,3 °C. Le cumul annuel moyen de précipitations est de 1 172 mm, avec 12,9 jours de précipitations en janvier et 9,3 jours en juillet. Pour la période 1991-2020, la température moyenne annuelle observée sur la station météorologique de Météo-France la plus proche, « Arc-et-Senans », sur la commune d'Arc-et-Senans à 2 km à vol d'oiseau, est de 11,7 °C et le cumul annuel moyen de précipitations est de 1 182,8 mm. 
La température maximale relevée sur cette station est de 41,5 °C, atteinte le 13 août 2003 ; la température minimale est de −25 °C, atteinte le 2 janvier 1971,,. 
Les paramètres climatiques de la commune ont été estimés pour le milieu du siècle (2041-2070) selon différents scénarios d'émission de gaz à effet de serre à partir des nouvelles projections climatiques de référence DRIAS-2020. Ils sont consultables sur un site dédié publié par Météo-France en novembre 2022.

## Urbanisme

### Typologie
Au 1er janvier 2024, Cramans est catégorisée commune rurale à habitat dispersé, selon la nouvelle grille communale de densité à sept niveaux définie par l'Insee en 2022.
Elle est située hors unité urbaine et hors attraction des villes,.

### Occupation des sols
L'occupation des sols de la commune, telle qu'elle ressort de la base de données européenne d’occupation biophysique des sols Corine Land Cover (CLC), est marquée par l'importance des territoires agricoles (47,8 % en 2018), en diminution par rapport à 1990 (49,5 %). La répartition détaillée en 2018 est la suivante : 
forêts (44,7 %), zones agricoles hétérogènes (19,4 %), terres arables (17,8 %), zones urbanisées (7,6 %), prairies (7,2 %), cultures permanentes (3,3 %). L'évolution de l’occupation des sols de la commune et de ses infrastructures peut être observée sur les différentes représentations cartographiques du territoire : la carte de Cassini (XVIIIe siècle), la carte d'état-major (1820-1866) et les cartes ou photos aériennes de l'IGN pour la période actuelle (1950 à aujourd'hui).

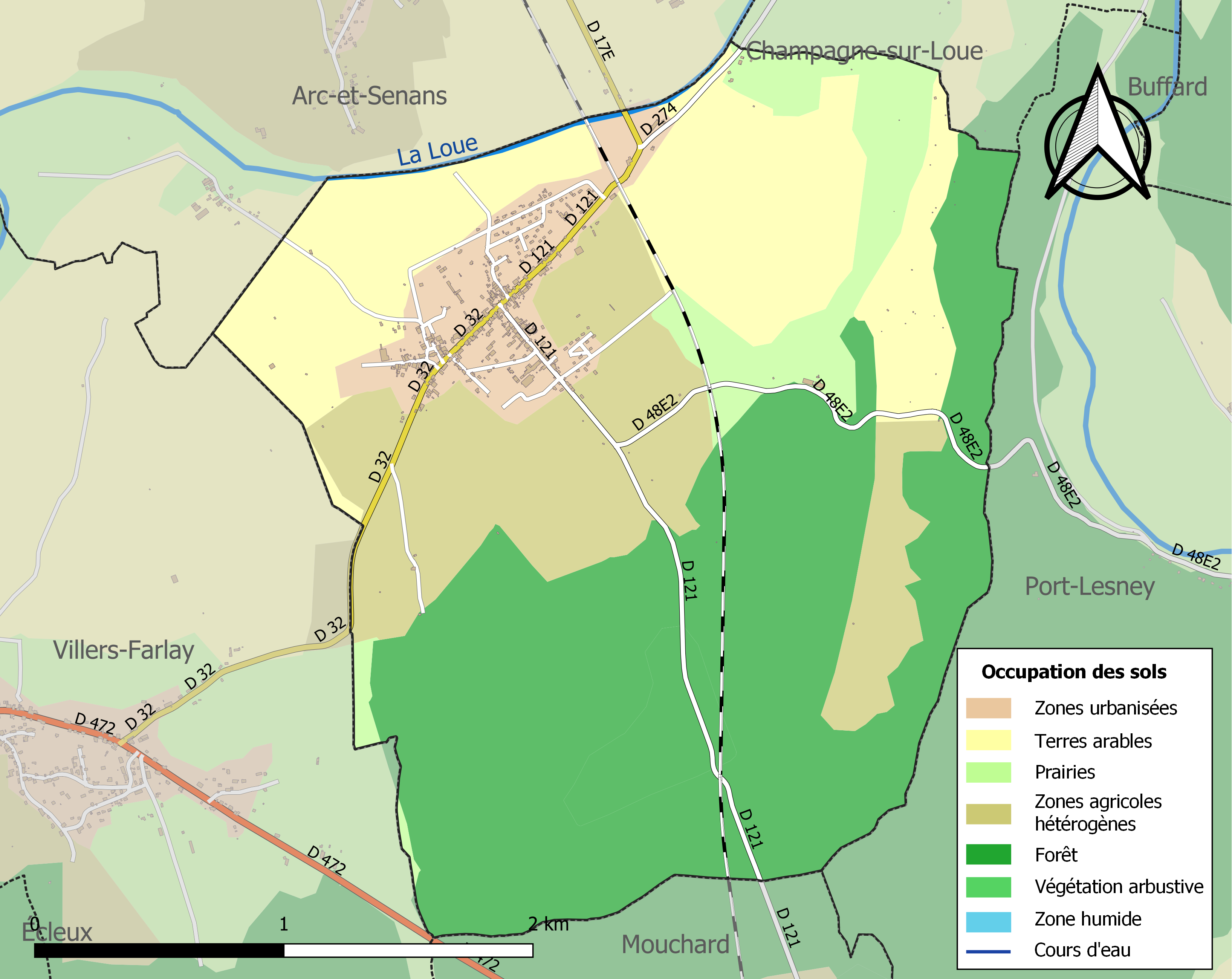
Carte des infrastructures et de l'occupation des sols de la commune en 2018 (CLC).

## Politique et administration
| Période      | Période  | Identité           | Étiquette | Qualité                                                                |
| ------------ | -------- | ------------------ | --------- | ---------------------------------------------------------------------- |
| 20 mars 1989 | 2014     | Jean-Marie Sermier | UMP       | Viticulteur Conseiller général (1992-2014), député du Jura depuis 2002 |
| 2014         | En cours | Jean-Marie Truchot | DVD       | Contremaître                                                           |

## Démographie
L'évolution du nombre d'habitants est connue à travers les recensements de la population effectués dans la commune depuis 1793. Pour les communes de moins de 10 000 habitants, une enquête de recensement portant sur toute la population est réalisée tous les cinq ans, les populations de référence des années intermédiaires étant quant à elles estimées par interpolation ou extrapolation. Pour la commune, le premier recensement exhaustif entrant dans le cadre du nouveau dispositif a été réalisé en 2008.

En 2022, la commune comptait 517 habitants, en évolution de −1,34 % par rapport à 2016 (Jura : −0,81 %, France hors Mayotte : +2,11 %).
| 1793 | 1800 | 1806 | 1821 | 1831 | 1836 | 1841 | 1846 | 1851 |
| ---- | ---- | ---- | ---- | ---- | ---- | ---- | ---- | ---- |
| 672  | 682  | 698  | 705  | 696  | 717  | 718  | 679  | 673  |

| 1856 | 1861 | 1866 | 1872 | 1876 | 1881 | 1886 | 1891 | 1896 |
| ---- | ---- | ---- | ---- | ---- | ---- | ---- | ---- | ---- |
| 664  | 697  | 692  | 646  | 657  | 590  | 593  | 548  | 526  |

| 1901 | 1906 | 1911 | 1921 | 1926 | 1931 | 1936 | 1946 | 1954 |
| ---- | ---- | ---- | ---- | ---- | ---- | ---- | ---- | ---- |
| 512  | 503  | 454  | 421  | 444  | 423  | 401  | 440  | 422  |

| 1962 | 1968 | 1975 | 1982 | 1990 | 1999 | 2006 | 2008 | 2013 |
| ---- | ---- | ---- | ---- | ---- | ---- | ---- | ---- | ---- |
| 337  | 361  | 337  | 380  | 454  | 430  | 467  | 478  | 518  |

| 2018 | 2022 | - | - | - | - | - | - | - |
| ---- | ---- | - | - | - | - | - | - | - |
| 525  | 517  | - | - | - | - | - | - | - |

## Économie
La manufacture Jacquemin, entreprise de tabletterie (objet en bois pour la maison), s'y trouve. Elle est labelisée Entreprise du patrimoine vivant depuis 2008.
La Brasserie Plume Jurassienne, brasse des bières artisanales légères en alcool mais pas en goût. La brasserie est installée depuis avril 2023, elle est labellisée bio par Ecocert depuis décembre 2023. La brasserie est installée dans l'ancienne maison des cofondateurs du Cirque Plume.

## Culture et patrimoine

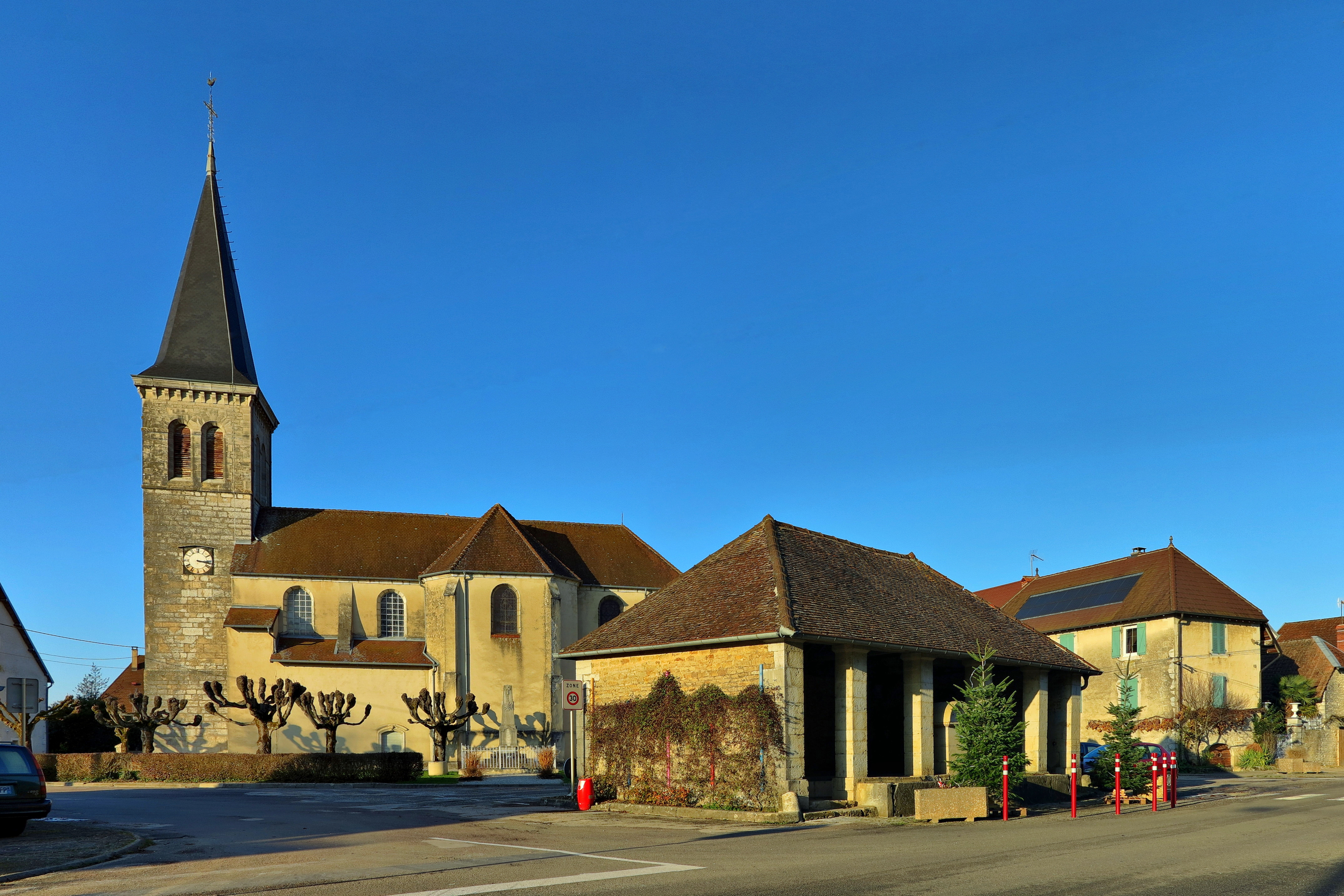
Le lavoir et l'église.

### Lieux et monuments
- Église Saints-Pierre-et-Paul du XVIIIe siècle inscrite aux monuments historiques depuis 2013[20] ;
- Lavoir et fontaine (XIXe siècle).

### Personnalités liées à la commune
- Jean-Marie Sermier, député.

### Héraldique
La famille de Cramans (olim Cramant) portait pour armes : « D'azur à la fasce d'or, accompagnée en chef de deux étoiles et en pointe d'une aigle naissante, le tout d'argent ».